# Ивица Бујић
Ивица Бујић (Сисак, 1913 — Гојло, код Кутине, 28. август 1942), учесник Народноослободилачке борбе и народни херој Југославије.

## Биографија
Рођен је 1913. године у Сиску.
Као металски радник у Сиску истакао се у радничком покрету, па је 1936. године примљен за члана Комунистичке партије Југославије.
Учесник Народноослободилачке борбе је од 1941. године, када је 22. јуна ступио у Сисачки партизански одред. Убрзо је постао заменик политичког комесара Банијске чете у одреду.
Погинуо је у нападу на изворе нафте у Гојлу код Кутине, 28. августа 1942. године, када га је смртно погодио рафал из немачког митраљеза.
Указом Президијума Народне скупштине Федеративне Народне Републике Југославије, 20. децембра 1951. године, проглашен је за народног хероја.